# Katedra Świętego Zbawiciela, Najświętszej Maryi Panny i św. Willibalda w Eichstätt
Katedra Świętego Zbawiciela, Najświętszej Maryi Panny i św. Willibalda w Eichstätt (niem. Dom zu Eichstätt) – siedziba biskupa diecezji eichstätckiej.
Katedra stoi na Domplatz (Placu Katedralnym). Została wybudowana w stylu romańsko-gotyckim (XI-XIV wiek) z barokową fasadą zachodnią. W zachodnim chórze znajduje się ołtarz z baldachimem, który mieści szczątki Świętego Willibalda (pierwszego biskupa Eichstätt, zmarły 787) i figura siedzącego świętego, uważane za najznakomitsze dzieło lokalnego rzeźbiarza Loya Heringa (1448-1554). W północnym transepcie jest umieszczony kamienny Ołtarz z Pappenheim (wykonany przez Veita Wirsbergera, około 1495)
Przy południowo-wschodniej stronie katedry stoi dwuskrzydłowy klasztor (1420-1430) z dwunawową halą Mortuarium (XV wiek, „Piękna Kolumna”, 1489)